# Moi (littérature)
Pour les articles homonymes, voir Moi.
 (mai 2024).
Si vous disposez d'ouvrages ou d'articles de référence ou si vous connaissez des sites web de qualité traitant du thème abordé ici, merci de compléter l'article en donnant les références utiles à sa vérifiabilité et en les liant à la section « Notes et références ».
 (mai 2024).
Améliorez-le ou discutez des points à vérifier. 

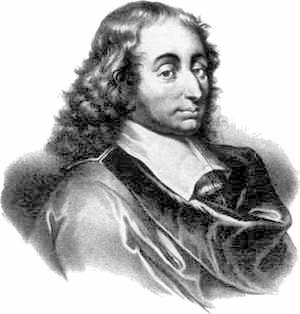
Blaise Pascal : Le moi est haïssable.

Jean-Jacques Rousseau : Je ne suis fait comme aucun de ceux que j'ai vus ; j'ose croire n'être fait comme aucun de ceux qui existent.

L'usage de la première personne en littérature française (« moi ») est un type de formulation littéraire qui se déploie au XVIIIe siècle.
Jusqu'au XVIIIe siècle, la littérature avait essentiellement pour fonction d'ancrer l'histoire de telle ou telle construction politique dans une histoire mutli-séculaire (voire mythologique), de mettre en récit des tragédies, de distraire ou de justifier une idéologie politique. A partir du siècle des Lumières, de plus en plus d'auteurs parlent d'eux-mêmes dans leurs œuvres.
Après François Villon ou Montaigne, Jean-Jacques Rousseau est l’un des premiers à parler clairement de lui dans ses ouvrages, en employant le pronom « je ». Cette usage fait l'objet de critiques : la littérature peine alors à sortir des canons du XVIIe siècle, considéré comme le temps littéraire de référence, au cours duquel un Blaise Pascal pouvait affirmer : « Le moi est haïssable ».

## Contexte
Jusqu'au XVIIe siècle compris, peu d'auteurs français utilisent la première personne dans leurs ouvrages [réf. nécessaire]. Pour autant Montaigne, au XVIe siècle, parlait de lui dans ses Essais. De même, au XVe siècle, François Villon emploi régulièrement le « moy » et « je » dans ses poèmes, largement biographiques : dans Le Testament il écrit ainsi :
Povre je suis de ma jeunesse

De povre et de peticte extrasse

Mon père n’eust oncq grant richesse
Cette convention d'usage est liée au contexte littéraire du Grand Siècle : les lecteurs y sont moins nombreux qu’au XVIIIe siècle et constituent, pour l'essentiel, une minorité privilégiée amatrice d'œuvres tragiques. La valorisation du « je » est critiquée au XVIIe siècle, où l'affirmation du pouvoir absolutiste suppose que l’individu se fonde dans la masse des sujets [réf. nécessaire].
Or, il se trouve que le public croît énormément entre le XVIIe siècle des classiques [réf. nécessaire], et le XVIIIe siècle des Lumières : le peuple devient peu à peu lui aussi lecteur [réf. nécessaire]. Par ailleurs, la société n’est plus considérée uniquement comme un ensemble : l'individualisme émerge. La mauvaise situation de l’homme et ses souffrances deviennent des sujets importants pour cette société prérévolutionnaire qui évolue dans un environnement libéral et consentant à d’éventuelles nouveautés. C’est ainsi qu'émergent les premiers ouvrages faisant état de l'usage de cette première personne.[réf. nécessaire]

## La première œuvre autobiographique
Historiquement, c'est Jean-Jacques Rousseau qui rédige pour la première fois un ouvrage autobiographique avec les Confessions [réf. nécessaire]. Dans ce livre, il ne personnalise pas le sujet dans le but de décrire des sentiments ou des états d’âmes, comme le feront plus tard les romantiques, mais pour se justifier et se décrire tel qu’il est vraiment : « je veux montrer à mes semblables un homme dans toute la vérité de la nature ; et cet homme, ce sera moi » (Les Confessions). Dans cet ouvrage, où Rousseau ne dissimule ni noms, ni conflits, seul le désir de démontrer les erreurs de ses adversaires l’emporte. Le « je » y est uniquement introduit pour que l'auteur puisse se comparer aux autres : « je ne suis fait comme aucun de ceux que j’ai vus »[réf. nécessaire]. À la lecture de ce seul ouvrage, conséquence du constant besoin de son auteur de se justifier, il serait donc impossible de qualifier Rousseau d’écrivain préromantique, puisque seul le désir de convaincre apparaît : « c’est ce dont on ne peut juger qu’après m’avoir lu »[réf. nécessaire].

## Les impacts de l'usage du «je» en littérature
Toutefois, même si son premier grand ouvrage écrit à la première personne apparaît comme une vaste autobiographie justificative où les sentiments ne sont pas vraiment présents, on peut constater que les œuvres de Rousseau, d’une manière générale, tendent vers le romantisme [réf. nécessaire]. En 1761, dans la Nouvelle Héloïse, Rousseau aborde une première fois la nature et en fait l’éloge, il y fait évoluer une société utopique. En 1764, dans Les Confessions c’est cette fois-ci le pronom « je » qui est introduit. En 1782, dans les Rêveries du promeneur solitaire, Rousseau reprend ces deux éléments, et forme ainsi une œuvre préromantique où il renonce au dialogue, écrivant pour lui en méditant sur sa situation dans la solitude et le détachement [réf. nécessaire]. Dans cet ouvrage il exprime un amour réel envers la nature où ses promenades et son intérêt pour l’herborisation lui permettent ses rêveries. Son état d’âme varie selon les saisons, c’est ainsi que par exemple, en observant la nature en automne, il réfléchit sur son passé et sur la fin de sa vie : « je me voyais au déclin d’une vie innocente et infortunée, l’âme encore pleine de sentiments vivaces et l’esprit encore orné de quelques fleurs, mais déjà flétries par la tristesse et desséchées par les ennuis » [réf. nécessaire].
Quelques années plus tard, des écrivains romantiques tels que Lamartine ou Chateaubriand, eux aussi sensibles à la nature s’inspireront de Rousseau [réf. nécessaire]. En témoigne cet extrait de l’isolement de Lamartine, où l’auteur fait clairement référence aux rêveries du promeneur solitaire de Rousseau en décrivant cette saison : « je suis d’un pas rêveur le sentier solitaire » [réf. nécessaire].
Cette volonté très vigoureuse chez Rousseau de défendre le « moi » l’amène souvent à être considéré comme égocentrique. Certains passages pourraient ainsi amener à le penser comme cet extrait des Confessions: « je ne suis fait comme aucun de ceux que j’ai vus (Les hommes), et j’ose croire n’être fait comme aucun de ceux qui existent »[réf. nécessaire]. Mais l’emploi de la première personne est souvent prétexte à tenter des réponses aux éternelles questions métaphysiques « qui suis-je » et « où vais-je ». Rousseau, en valorisant le « je », renforce la conception de l’individu et s’inscrit ainsi également dans le mouvement les Lumières qui inspireront la Révolution française quelques années plus tard. En effet, l’homme n’est plus simplement un parmi tant d’autres, mais un individu à part entière, qui par son existence, peut lui aussi changer le cours de l’[[histoire|histoire[réf. nécessaire]]].